# 360LiFE
360LiFE（サンロクマル）は、株式会社晋遊舎が運営する商品おすすめ情報サイトである。2016年に株式会社晋遊舎と有限会社プライマリーとの共同での運営がスタートした。

## 概要
複数の商品テスト誌を刊行する晋遊舎が、雑誌・書籍制作で蓄積した商品情報を提供する商品テストサイトである。商品テスト誌で10,000点以上の商品をテストしたノウハウを活かした、外部の専門家の監修のもと大型家電や日用品、保険やクレジットカードなど28項目のカテゴリーをレポートしている。同社の商品テスト誌『MONOQLO』・『LDK』・『家電批評』・『LDK the Beauty』の商品評価を流用した記事もあるが内容は雑誌掲載時と異なり、評価の観点が単純化されている、商品を消費者が安定して入手できる商品に限定して紹介する、商品の公式サイトやAmazon.co.jpや楽天市場の商品ページへのリンクを掲載しているなどの違いがある。
当初、同社の雑誌の自社広告で『365.life』の名称で開始すると予告していたが、予告の時点で同社はドメインは取得しておらず、開設されるまでの間に第三者にドメインを取得されてしまった。そこで名称を『360.life』に、ドメインをthe360.lifeに変更し、2016年10月に開設した。なお2022年1月にはURLを360life.shinyusha.co.jpに変更し、同時にサイト名も現行の『360LiFE』に改称した。なお『the360.life』・『360.life』は晋遊舎の登録商標である。

## 運営方針
消費者のニーズが高い市販品を、料理研究家や専門医、弁護士、FP（ファイナンシャルプランナー）などの専門家とともにテストておすすめし、その結果をレポートしている。
また同社の商品テスト誌と同様に『暮しの手帖』の商品テストを手本にしているため、記事の内容は広告主に遠慮しない姿勢である。そのため買うべきでない製品「ワーストバイ」として、その商品名が実名で紹介されることもある。
プロの目線で商品を本格批評した内容を掲載するとし、リリース時には「提灯記事はゼロ」と謳っている。また法人向けのお問い合わせのページには、PR表記のない記事広告の掲載・ランキング操作・調査対象外商品のランキングへの追加は受け付けていないと明記されている。
商品テスト誌との共用ではあるが、2019年2月には晋遊舎の社内に商品テスト専用の検証施設『LAB.360』を、2022年7月には一般家庭を再現した検証施設『ハウスラボ』を開設している

## 会員サービス
リリース時に謳われていた、閲覧者一人ひとりの趣味嗜好に合わせて、同サイトが提案するオススメの商品の色や形などを提案するサービスが、2022年4月29日に搭載され、新着記事が届くメールマガジンや閲覧傾向に基づき記事を表示するレコメンド、閲覧履歴などが会員向けサービスとして、が実装されている。

## 受賞歴
2018年9月4日 - SmartNews Award 2018「チャンネルプラス賞」受賞（スマートニュース）